# Baert & De Saeger
Baert & De Saeger was een Belgische lokale kieslijst te Boom. 

## Geschiedenis
In augustus 2006 verlieten schepenen Leo De Saeger en Jeroen Baert - alsook toenmalig partijvoorzitter Wouter Croenen - de CD&V uit ongenoegen met de samenstelling van de kieslijst. In september van dat jaar werd een eigen kieslijst voorgesteld. De partij overtuigde 6,48% van de kiezers, goed voor een zetel in de Boomse gemeenteraad. Deze ging naar lijsttrekker De Saeger.
In maart 2010 nam De Saeger ontslag uit de gemeenteraad en werd hij opgevolgd door Baert. In augustus 2011 maakte Baert zijn overstap naar de N-VA bekend.